# اوراتینو
اوراتینو (به ایتالیایی: Oratino) یک کومونه در ایتالیا است که در استان کامپوباسو واقع شده‌است.

## خصوصیات
اوراتینو ۱۸٫۰ کیلومترمربع مساحت و ۱٬۳۲۶ نفر جمعیت دارد و ۷۸۹ متر بالاتر از سطح دریا واقع شده‌است.